# Angelien Eijsink
Angeline Maria Catharina (Angelien) Eijsink (St. Isidorushoeve, 1 april 1960) is een Nederlands voormalig politica. Namens de Partij van de Arbeid (PvdA) maakte zij van 30 januari 2003 tot 23 maart 2017 deel uit van de Tweede Kamer.

## Biografie
Eijsink volgde tussen 1976 en 1979 een opleiding tot kleuteronderwijzeres en lerares basisonderwijs. Van 1985 tot 1987 liep ze stage op de Filipijnen. Van 1991 tot 1995 studeerde ze culturele antropologie en niet-westerse sociologie aan de Rijksuniversiteit Leiden.
Van 1976 tot 1991 werkte ze in het (basis)onderwijs. Daarna was ze een paar jaar reisleidster om vervolgens van 1995 tot 2003 in allerlei functies op het ministerie van Buitenlandse Zaken werkzaam te zijn.
Bij de Tweede Kamerverkiezingen 2003 werd ze gekozen in het parlement. Ze werd toen woordvoerster voor het speciaal onderwijs, het personeelsbeleid van het ministerie van Defensie, de JSF, de bibliotheken, de boekenprijzen en voor de kijkwijzer.
In februari 2005 verbleef ze vijf dagen aan boord van de onderzeeboot Zr. Ms. Dolfijn. Ze maakte aan boord een NAVO-oefening mee voor de kust van Noorwegen. Eijsink was daarmee de eerste Nederlandse vrouw die langere tijd aan boord van een onderzeeboot verbleef.
In juni 2016 maakte zij bekend de PvdA-fractie te verlaten na de Tweede Kamerverkiezingen 2017.
Eijsink's partner is Tom de Bruijn, voormalig wethouder voor D66 in de gemeente Den Haag en voormalig minister voor Buitenlandse Handel en Ontwikkelingssamenwerking voor D66.